# Lekkoatletyka na Letnich Igrzyskach Olimpijskich 1952 – bieg na 1500 m mężczyzn
Bieg na 1500 metrów mężczyzn podczas XV Letnich Igrzysk Olimpijskich w Helsinkach rozegrano 24 (eliminacje), 25 (półfinały) i 26 lipca 1952 (finał) na Stadionie Olimpijskim w Helsinkach. Zwycięzcą został reprezentant Luksemburga Josy Barthel, który w finale ustanowił rekord olimpijski uzyskując czas 3:45,2 s.

## Rekordy

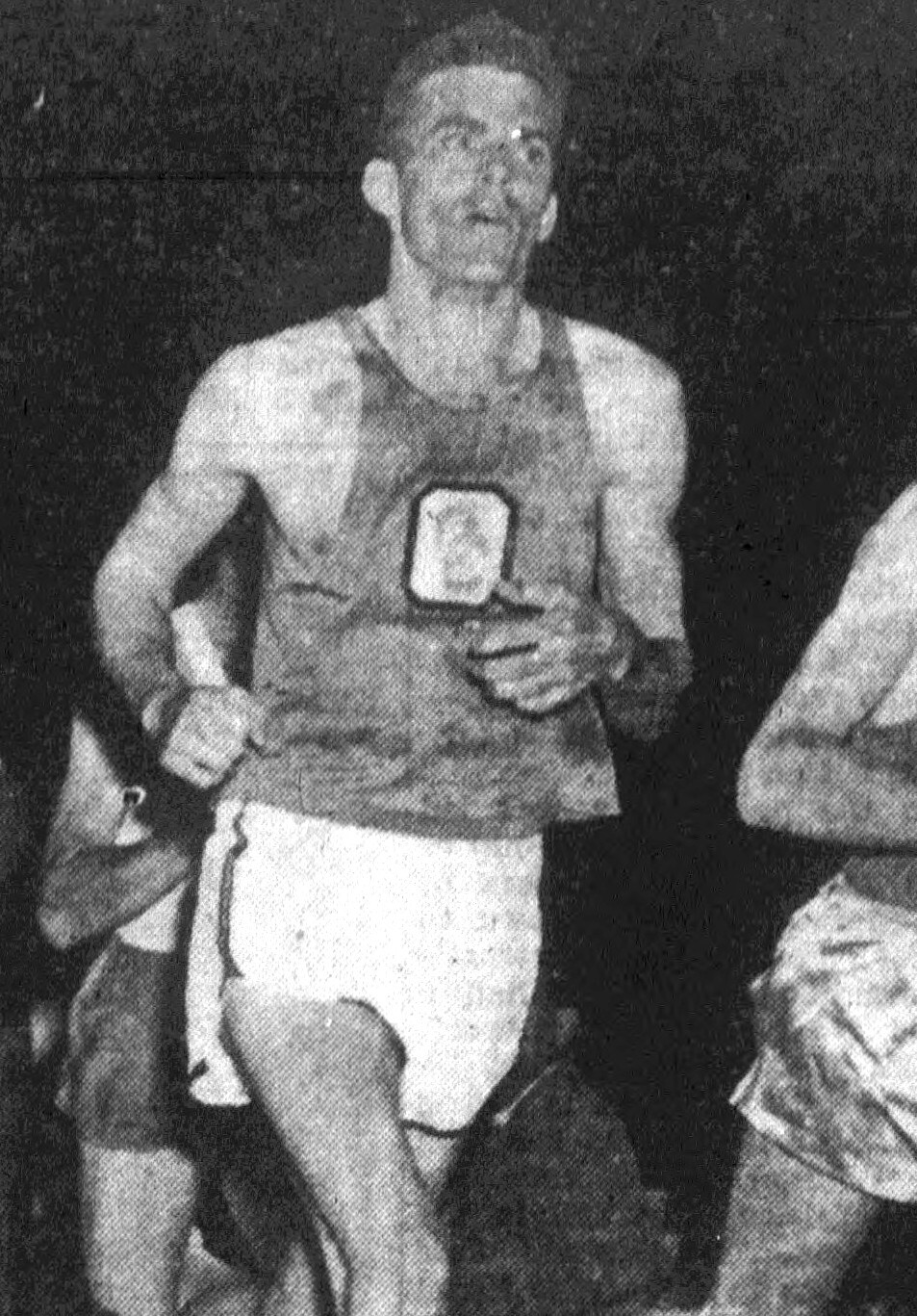
Bob McMillen

|                   | Zawodnik       | Narodowość    | czas   | data                 | miejsce  |
| ----------------- | -------------- | ------------- | ------ | -------------------- | -------- |
| Rekord świata     | Gunder Hägg    | Szwecja       | 3:43,0 | 7 lipca 1944(dts)    | Göteborg |
| Rekord świata     | Lennart Strand | Szwecja       | 3:43,0 | 15 lipca 1947(dts)   | Malmö    |
| Rekord świata     | Werner Lueg    | RFN           | 3:43,0 | 29 czerwca 1952(dts) | Berlin   |
| Rekord olimpijski | Jack Lovelock  | Nowa Zelandia | 3:47,8 | 6 sierpnia 1936(dts) | Berlin   |

## Wyniki
| Poz. - pozycja |
| – rekord świata \| – rekord krajowy \| – rekord życiowy \| = – wyrównany rekord życiowy \| · – najlepszy wynik w sezonie \| = – wyrównany najlepszy wynik w sezonie \| – rekord olimpijski |
| Fn – falstart \| DNF – nie ukończył \| DNS – nie wystartował \| DSQ – zdyskwalifikowany |

### Eliminacje
Rozegrano sześć biegów eliminacyjnych. Do półfinałów awansowało po czterech najlepszych zawodników z każdego biegu (Q).

#### Bieg 1
| Poz. | Zawodnik               | Narodowość | Rezultat | Uwagi |
| ---- | ---------------------- | ---------- | -------- | ----- |
| 1    | Josy Barthel           | Luksemburg | 3:51,6   | Q     |
| 2    | Günter Dohrow          | Niemcy     | 3:51,8   | Q     |
| 3    | Ingvar Ericsson        | Szwecja    | 3:52,0   | Q     |
| 4    | Don MacMillan          | Australia  | 3:52,0   | Q     |
| 5    | Sándor Iharos          | Węgry      | 3:56,0   |       |
| 6    | Mieczysław Długoborski | Polska     | 3:57,8   |       |
| 7    | Filemón Camacho        | Wenezuela  | 4:18,0   |       |
| 8    | Pierre Gillet          | Francja    | 4:26,6   |       |
| –    | Hans Harting           | Holandia   | DNF      |       |
| –    | Hugo Nutini            | Chile      | DNS      |       |
| –    | Jack Hutchins          | Kanada     | DNS      |       |

#### Bieg 2
| Poz. | Zawodnik            | Narodowość        | Rezultat | Uwagi |
| ---- | ------------------- | ----------------- | -------- | ----- |
| 1    | Warren Druetzler    | Stany Zjednoczone | 3:51,4   | Q     |
| 2    | Sture Landqvist     | Szwecja           | 3:52,2   | Q     |
| 3    | Stanislav Jungwirth | Czechosłowacja    | 3:52,4   | Q     |
| 4    | Michaił Welswebel   | ZSRR              | 3:52,6   | Q     |
| 5    | Aulis Pystynen      | Finlandia         | 3:53,0   |       |
| 6    | Len Eyre            | Wielka Brytania   | 3:53,2   |       |
| 7    | Fred Lüthi          | Szwajcaria        | 3:56,4   |       |
| 8    | Turhan Göker        | Turcja            | 4:00,6   |       |
| –    | Gaston Reiff        | Belgia            | DNS      |       |
| –    | Víctorio Solares    | Gwatemala         | DNS      |       |

#### Bieg 3
| Poz. | Zawodnik         | Narodowość        | Rezultat | Uwagi |
| ---- | ---------------- | ----------------- | -------- | ----- |
| 1    | Olle Åberg       | Szwecja           | 3:51,0   | Q     |
| 2    | Denis Johansson  | Finlandia         | 3:51,2   | Q     |
| 3    | Rolf Lamers      | Niemcy            | 3:52,4   | Q     |
| 4    | Bill Parnell     | Kanada            | 3:53,4   | Q     |
| 5    | Fritz Prossinagg | Austria           | 3:54,2   |       |
| 6    | Athol Jennings   | Południowa Afryka | 3:55,4   |       |
| 7    | Daniel Janssens  | Belgia            | 3:55,8   |       |
| 8    | Cahit Önel       | Turcja            | 3:58,4   |       |
| –    | Wim Slijkhuis    | Holandia          | DNF      |       |
| –    | Les Perry        | Australia         | DNS      |       |

#### Bieg 4
| Poz. | Zawodnik           | Narodowość        | Rezultat | Uwagi |
| ---- | ------------------ | ----------------- | -------- | ----- |
| 1    | Patrick El Mabrouk | Francja           | 3:55,8   | Q     |
| 2    | Bob McMillen       | Stany Zjednoczone | 3:55,8   | Q     |
| 3    | Roger Bannister    | Wielka Brytania   | 3:56,0   | Q     |
| 4    | Vilmos Tölgyesi    | Węgry             | 3:56,0   | Q     |
| 5    | John Landy         | Australia         | 3:57,0   |       |
| 6    | Andrija Otenhajmer | Jugosławia        | 3:57,8   |       |
| 7    | Maurice Marshall   | Nowa Zelandia     | 4:01,0   |       |
| 8    | Nikołaj Kuczurin   | ZSRR              | 4:03,6   |       |
| 9    | Wasilios Mawroidis | Grecja            | 4:07,8   |       |
| –    | Augusto Robles     | Gwatemala         | DNS      |       |

#### Bieg 5
| Poz. | Zawodnik           | Narodowość        | Rezultat | Uwagi |
| ---- | ------------------ | ----------------- | -------- | ----- |
| 1    | George Hoskins     | Nowa Zelandia     | 3:56,2   | Q     |
| 2    | Frans Herman       | Belgia            | 3:56,2   | Q     |
| 3    | Bill Nankeville    | Wielka Brytania   | 3:56,4   | Q     |
| 4    | Nikołaj Biełokurow | ZSRR              | 3:56,4   | Q     |
| 5    | Urpo Vähäranta     | Finlandia         | 3:56,8   |       |
| 6    | Javier Montez      | Stany Zjednoczone | 3:58,2   |       |
| 7    | Stefan Lewandowski | Polska            | 4:00,8   |       |
| –    | Frank Prince       | Panama            | DNS      |       |
| –    | Guillermo Solá     | Chile             | DNS      |       |
| –    | Gunnar Nielsen     | Dania             | DNS      |       |

#### Bieg 6
| Poz. | Zawodnik            | Narodowość       | Rezultat | Uwagi |
| ---- | ------------------- | ---------------- | -------- | ----- |
| 1    | Werner Lueg         | Niemcy           | 3:52,0   | Q     |
| 2    | Václav Čevona       | Czechosłowacja   | 3:53,4   | Q     |
| 3    | Audun Boysen        | Norwegia         | 3:55,0   | Q     |
| 4    | John Ross           | Kanada           | 3:55,2   | Q     |
| 5    | Jean Vernier        | Francja          | 3:56,8   |       |
| 6    | Edmund Potrzebowski | Polska           | 3:56,8   |       |
| 7    | Sándor Garay        | Węgry            | 4:01,2   |       |
| 8    | Ekrem Koçak         | Turcja           | 4:01,4   |       |
| 9    | William Fahmy Hanna | Królestwo Egiptu | 4:11,2   |       |
| 10   | Satid Leangtanom    | Tajlandia        | 4:32,6   |       |
| –    | Yoshitaka Muroya    | Japonia          | DNS      |       |

### Półfinały
Rozegrano dwa biegi półfinałowe. Do finału awansowało po sześciu najlepszych zawodników z każdego biegu.

#### Bieg 1
| Poz. | Zawodnik           | Narodowość        | Rezultat | Uwagi |
| ---- | ------------------ | ----------------- | -------- | ----- |
| 1    | Denis Johansson    | Finlandia         | 3:49,4   | Q     |
| 2    | Werner Lueg        | Niemcy            | 3:49,8   | Q     |
| 3    | Don MacMillan      | Australia         | 3:50,8   | Q,    |
| 4    | Warren Druetzler   | Stany Zjednoczone | 3:50,8   | Q     |
| 5    | Patrick El Mabrouk | Francja           | 3:51,0   | Q     |
| 6    | Audun Boysen       | Norwegia          | 3:51,0   | Q     |
| 7    | Václav Čevona      | Czechosłowacja    | 3:51,4   |       |
| 8    | Sture Landqvist    | Szwecja           | 3:51,4   |       |
| 9    | Bill Nankeville    | Wielka Brytania   | 3:52,0   |       |
| 10   | Bill Parnell       | Kanada            | 3:52,4   |       |
| 11   | Michaił Welswebel  | ZSRR              | 3:52,6   |       |
| 12   | George Hoskins     | Nowa Zelandia     | 3:53,0   |       |

#### Bieg 2
| Poz. | Zawodnik            | Narodowość        | Rezultat | Uwagi |
| ---- | ------------------- | ----------------- | -------- | ----- |
| 1    | Josy Barthel        | Luksemburg        | 3:50,4   | Q     |
| 2    | Olle Åberg          | Szwecja           | 3:50,6   | Q     |
| 3    | Ingvar Ericsson     | Szwecja           | 3:50,6   | Q     |
| 4    | Bob McMillen        | Stany Zjednoczone | 3:50,6   | Q     |
| 5    | Roger Bannister     | Wielka Brytania   | 3:50,6   | Q     |
| 6    | Rolf Lamers         | Niemcy            | 3:50,8   | Q     |
| 7    | Stanislav Jungwirth | Czechosłowacja    | 3:51,0   |       |
| 8    | Vilmos Tölgyesi     | Węgry             | 3:53,2   |       |
| 9    | Frans Herman        | Belgia            | 3:53,8   |       |
| 10   | Günter Dohrow       | Niemcy            | 3:55,2   |       |
| 11   | Nikołaj Biełokurow  | ZSRR              | 3:55,6   |       |
| 12   | John Ross           | Kanada            | 4:00,6   |       |

### Finał
| Poz. | Zawodnik           | Narodowość        | Rezultat | Uwagi |
| ---- | ------------------ | ----------------- | -------- | ----- |
| 1    | Josy Barthel       | Luksemburg        | 3:45,2   | [ 1 ] |
| 2    | Bob McMillen       | Stany Zjednoczone | 3:45,2   | =     |
| 3    | Werner Lueg        | Niemcy            | 3:45,4   |       |
| 4    | Roger Bannister    | Wielka Brytania   | 3:46,0   | [ 5 ] |
| 5    | Patrick El Mabrouk | Francja           | 3:46,0   | [ 5 ] |
| 6    | Rolf Lamers        | Niemcy            | 3:46,8   |       |
| 7    | Olle Åberg         | Szwecja           | 3:47,0   |       |
| 8    | Ingvar Ericsson    | Szwecja           | 3:47,6   |       |
| 9    | Don MacMillan      | Australia         | 3:49,6   | [ 3 ] |
| 10   | Denis Johansson    | Finlandia         | 3:49,8   |       |
| 11   | Audun Boysen       | Norwegia          | 3:51,4   |       |
| 12   | Warren Druetzler   | Stany Zjednoczone | 3:56,0   |       |